# 原子力砕氷船
原子力砕氷船（げんしりょくさいひょうせん）は、原子力機関を動力とする砕氷船。原子力船の一つ。

## 概要

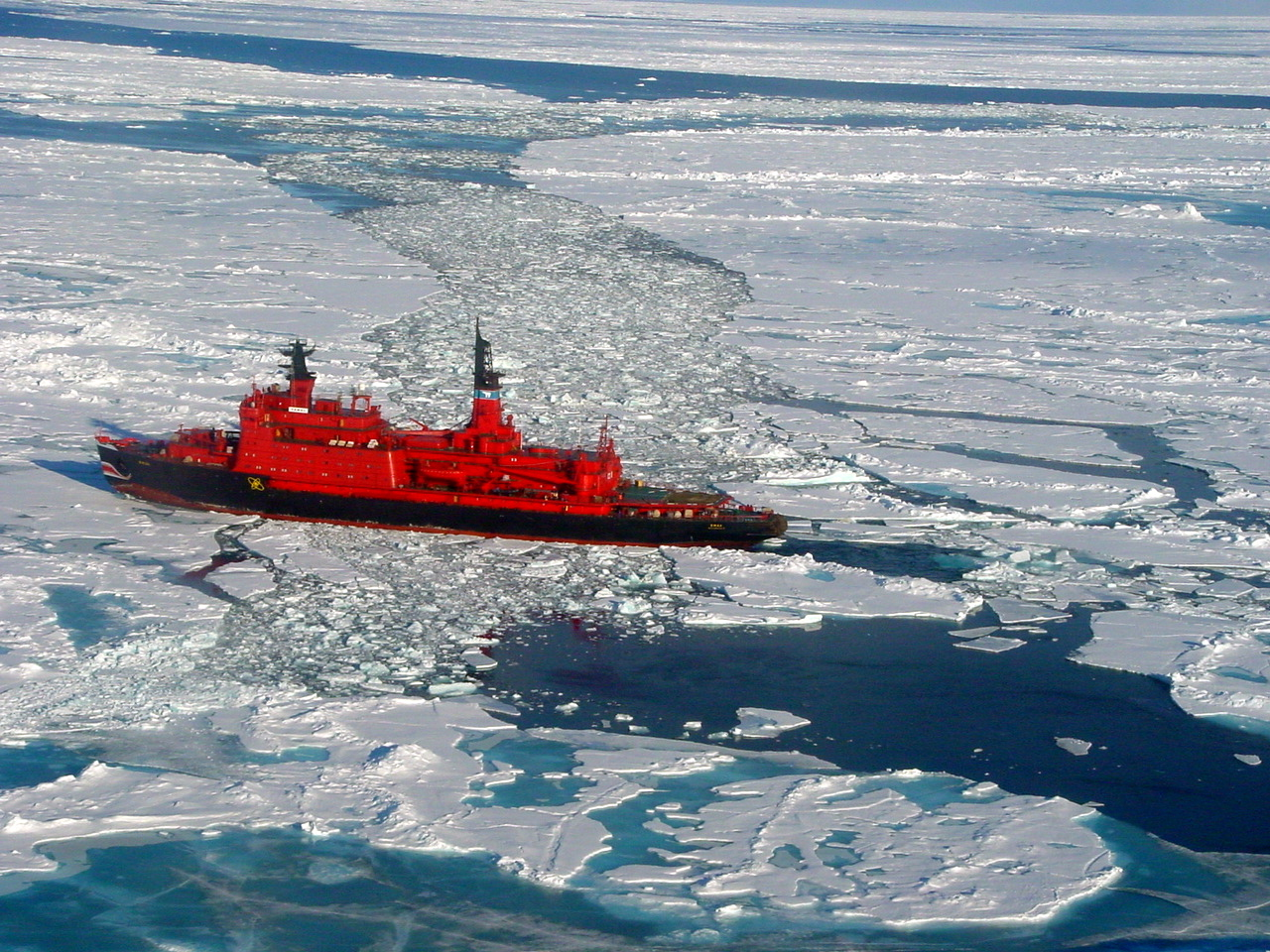
ロシアの原子力砕氷船ヤマール号

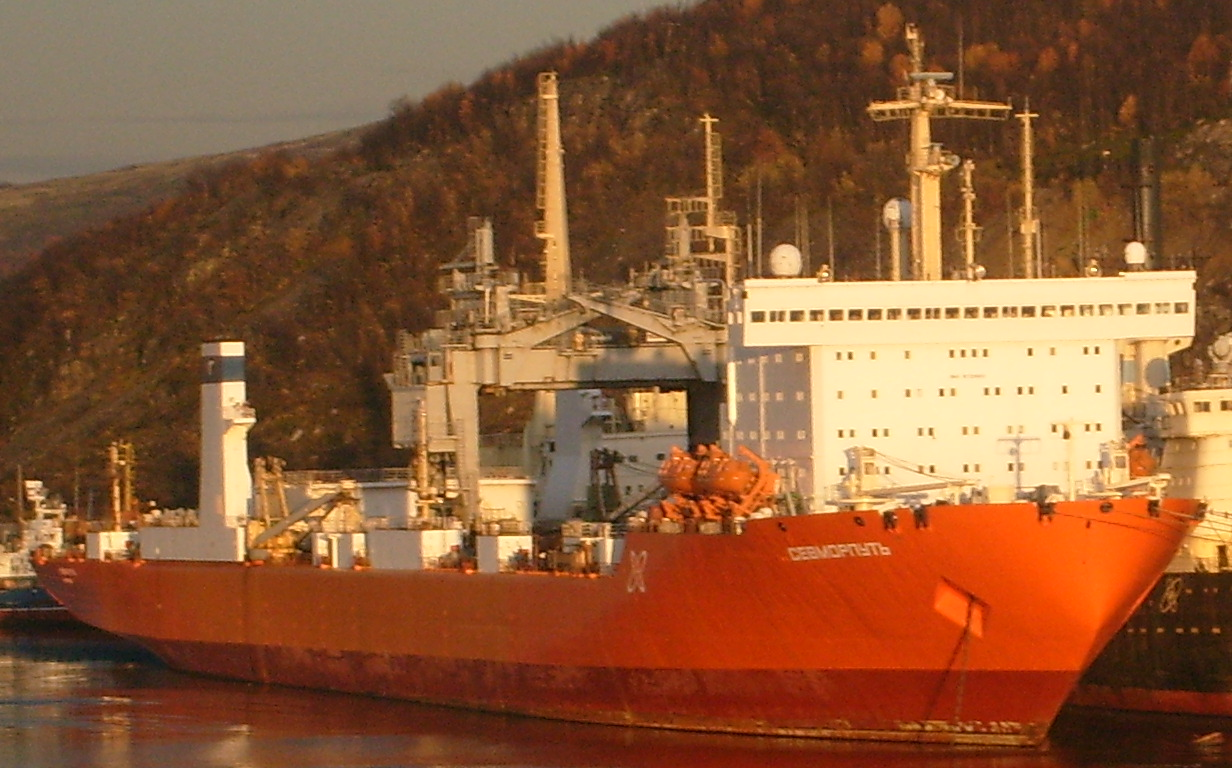
ロシアの原子力砕氷コンテナ船セブモルプーチ

原子力機関は、高い出力を長時間にわたり発揮するという点では、砕氷船に理想的な動力である。そのため、原子力船の草創期から砕氷船の建造が試みられてきた。特に、北極海に面した長大な海岸線を持ち、冬期間海氷に閉ざされるシベリア開発を進めてきたソビエト連邦（ソ連）にとっては必要不可欠とされ、1957年には世界初の原子力砕氷艦（船）レーニンが建造された。その後も、北極海航路の確保を目的としたソ連による原子力砕氷船の建造は続き、ソビエト連邦の崩壊前後の経済停滞や、軍艦（原子力空母や原子力潜水艦）以外の民間原子力船に特有の採算性という問題に直面しながら、現在も運航が続いているほか、代替船の建造も始まっている。
世界で建造された原子力砕氷船8隻と建造中の3隻、原子力砕氷貨物船1隻は、全てソ連及びロシア連邦の手によって建造、運航されたものである。
ソ連・ロシア以外では、カナダ沿岸警備隊で排水量4万2,000ｔ、長さ208m、出力15万馬力の原子力砕氷船を配備する計画が1980年代前半に立てられたことがあるが、これは実現しなかった。それ以外の砕氷船に原子力機関を用いる計画は、実現も立案もされていない。

## 原子力砕氷船一覧
いずれも、ロシアの国営企業ロスアトムの子会社アトムフロートが管理・運航している。
- レーニン - 世界初の原子力砕氷艦であるとともに、民間の原子力船として世界初の原子力事故を起こした。1989年に退役して、ムルマンスクで博物館船として公開されている。
- アルクティカ級砕氷船 - 1番船「アルクティカ」は、1977年に水上船として初めて北極点へ到達した[3]。6隻が建造され、2隻が運用中。
- タイミール（英語版）・ヴァイガチ（英語版） - 浅海域での運航のための原子力砕氷船。2隻とも運用中。
- セブモルプーチ - 1988年に就役した世界初の商用原子力砕氷貨物船（ラッシュ船兼コンテナ船）。他の砕氷船は電気推進船であるが、セブモルプーチだけは蒸気タービン推進船である。予算不足や採算の悪化から度々係留されたが、2016年以降は継続して運航されている。
- LK-60Ya級原子力砕氷船 - アルクティカ級砕氷船の代替に3隻が建造中。